# Ducati 750 Sport
La Ducati 750 Sport è una motocicletta di tipo stradale costruita dalla casa italiana Ducati, in produzione dal 1972 al 1974.

## Il contesto
La Ducati 750 GT, presentata al Salone di Parigi del 1970, era stata accolta tiepidamente dal mercato. La spartana dotazione di accessori e finiture, soprattutto se confrontata alle realizzazioni nipponiche del tempo, aveva messo in ombra le eccellenti doti del motore e della ciclistica. Anche la tradizionale clientela Ducati, di prevalente impronta sportiva, rimase piuttosto perplessa nei confronti di un modello a dichiarata vocazione turistica.
Nel contempo l'ingegner Taglioni stava preparando la versione sportiva del bicilindrico, dotata di distribuzione desmodromica. Tuttavia, l'avanzata fase prototipale era ancora lontana dalla possibilità di immediata o rapida industrializzazione di un nuovo modello.
Per porre rimedio al fiacco andamento di vendite della "750 GT", nell'autunno 1971 la direzione Ducati decise di realizzare la versione "750 Sport", un modello di transizione che potesse soddisfare le aspettative dei clienti tradizionali, in attesa del nuovo modello, la cui evoluzione procedeva a ritmo serrato.

## Gli esemplari pre-serie e i prototipi da competizione
Tra il novembre 1971 e il successivo gennaio vennero approntati una decina di prototipi-laboratorio, tutti centrati sul mantenimento sostanziale del gruppo telaio-propulsore "GT", sui quali furono sperimentate varie soluzioni di ciclistica, attentamente valutate su strada e pista da Bruno Spaggiari e Franco Farné.
Al Salone delle Vacanze di Torino, nel febbraio 1972, la Ducati presentò ufficialmente la "750 Sport", esponendo due esemplari pre-serie caratterizzati da diverse soluzioni tecniche ed estetiche. Ai visitatori veniva richiesto di esprimere una preferenza circa la colorazione da adottare per la produzione in serie.

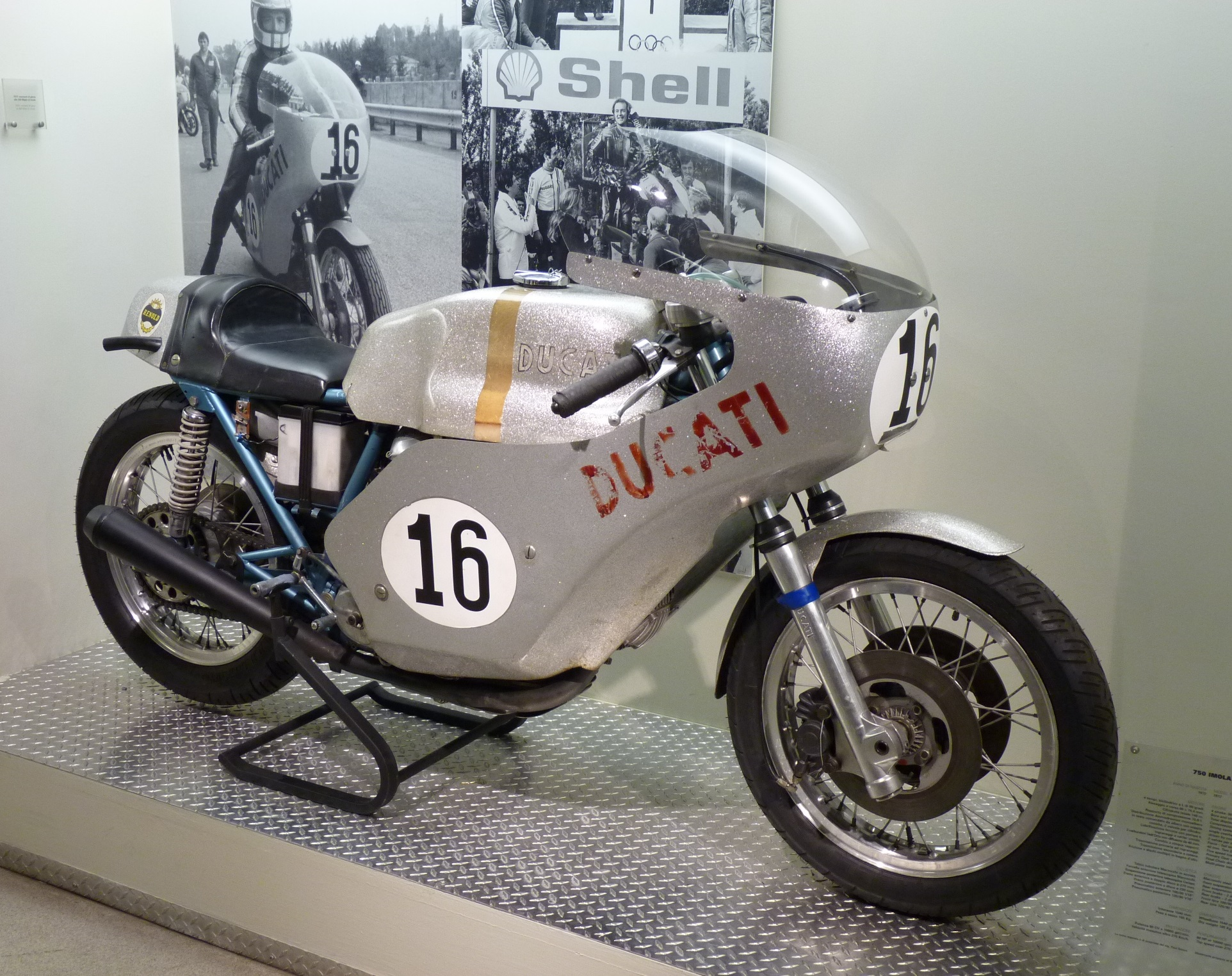
La 750 "Imola Desmo" di Paul Smart, vincitrice della 200 Miglia di Imola nel 1972.

Una versione, improntata all'eleganza, era verniciata in nero lucido, con fregi e telaio bianchi, abbellita da leziosi silenziatori curvilinei Conti, strumentazione Nippodenso e freni a disco singoli alle due ruote. L'altra versione, più sportiveggiante, mostrava una colorazione arancione con fregi e telaio neri, marmitte rettilinee, strumentazione Veglia-Borletti e l'aggiunta del secondo disco all'anteriore, sempre con pinze Lockheed-Scarab. Entrambe le versioni erano dotate di un filante cupolino a semicarena. Nell'occasione fu annunciato l'inizio delle consegne per il mese di maggio al prezzo indicativo di 1.200.000 lire. I visitatori del salone, a larga maggioranza, scelsero la colorazione arancione, all'epoca di gran moda, che sottolineava la vocazione sportiva auspicata dagli appassionati della marca.
A poche settimane dall'inizio delle consegne, il 23 aprile, due prototipi Ducati 750 dotati di distribuzione desmodromica e pilotati da Paul Smart e Bruno Spaggiari conquistano il primo e secondo posto alla prestigiosa edizione inaugurale della 200 miglia di Imola. così estendendo anche al settore delle maximoto la fama sportiva della Ducati, fino ad allora limitata alle piccole cilindrate.
L'inattesa vittoria, naturalmente, offri il destro ai pubblicitari per imbastirvi la campagna di lancio della "750 Sport" che, accanto al nuovo modello in livrea arancione, recava lo slogan «Ricordatevi di Imola!», facendo il verso al grido di guerra «Ricordatevi di Alamo!» («Remember the Alamo!») della Battaglia di San Jacinto, reso celebre anche in Italia dai popolari film e fumetti western degli anni cinquanta e sessanta.

## La moto

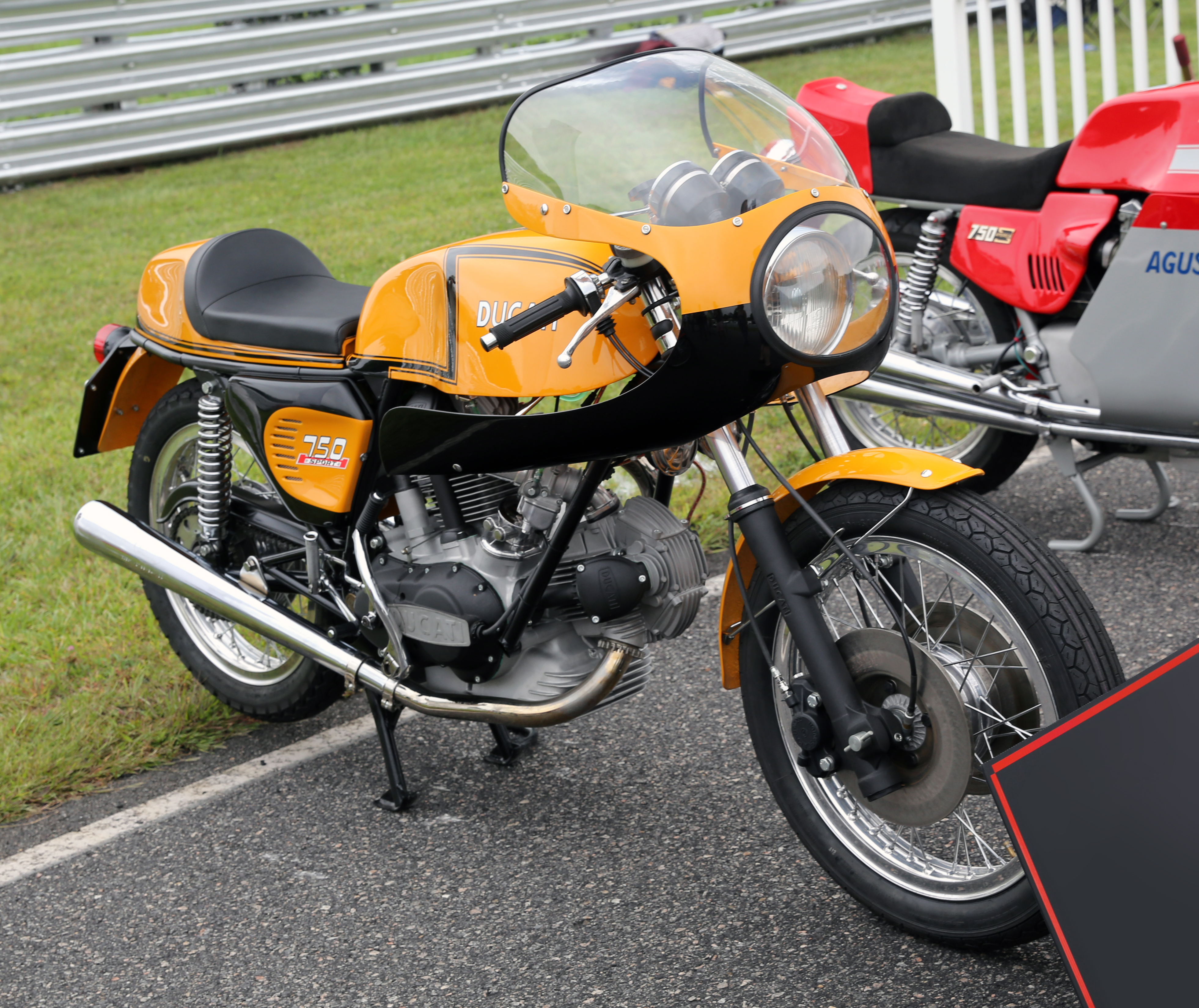
Una 750 Sport 1ª serie "Zeta" del 1972

Alcuni storiagrafi giudicano la "750 Sport" come una "perdita di tempo" per la Ducati che procrastinò inutilmente l'entrata in produzione della "750 SS", dotata di distribuzione desmodromica. Nei primi anni settanta, la Ducati era passata sotto il totale controllo dell'EFIM e la nuova direzione aspirava a confrontarsi sul mercato con maximoto di tipo turistico, mentre il reparto progettazione, confortato dalla clientela tradizionale, propendeva per la tipologia sportiva.
Dopo la fornitura dei primi esemplari prodotti, caratterizzati dal telaio non ancora definitivo, per consentirne l'esposizione al pubblico nelle concessionarie più importanti, la livrea arancione fu sostituita con la colorazione gialla e nera, anche allo scopo di differenziare la moto dalla diretta concorrente Laverda 750 SFC.
Generalmente si distingue tra due serie del modello : la prima anche detta "Zeta", a causa del fregio nero sul serbatoio a forma di "Z" e la seconda anche detta "unificata" in quanto la stessa grafica venne adottata per tutti i modelli sportivi in produzione. In verità non vi furono due serie distinte, ma una continua evoluzione che, d'esemplare in esemplare e senza una precisa programmazione, variava in accessori e componentistica, tanto che tra i molti esemplari oggi gelosamente conservati dai collezionisti nel loro stato originale, è assai difficile trovarne due perfettamente uguali. 

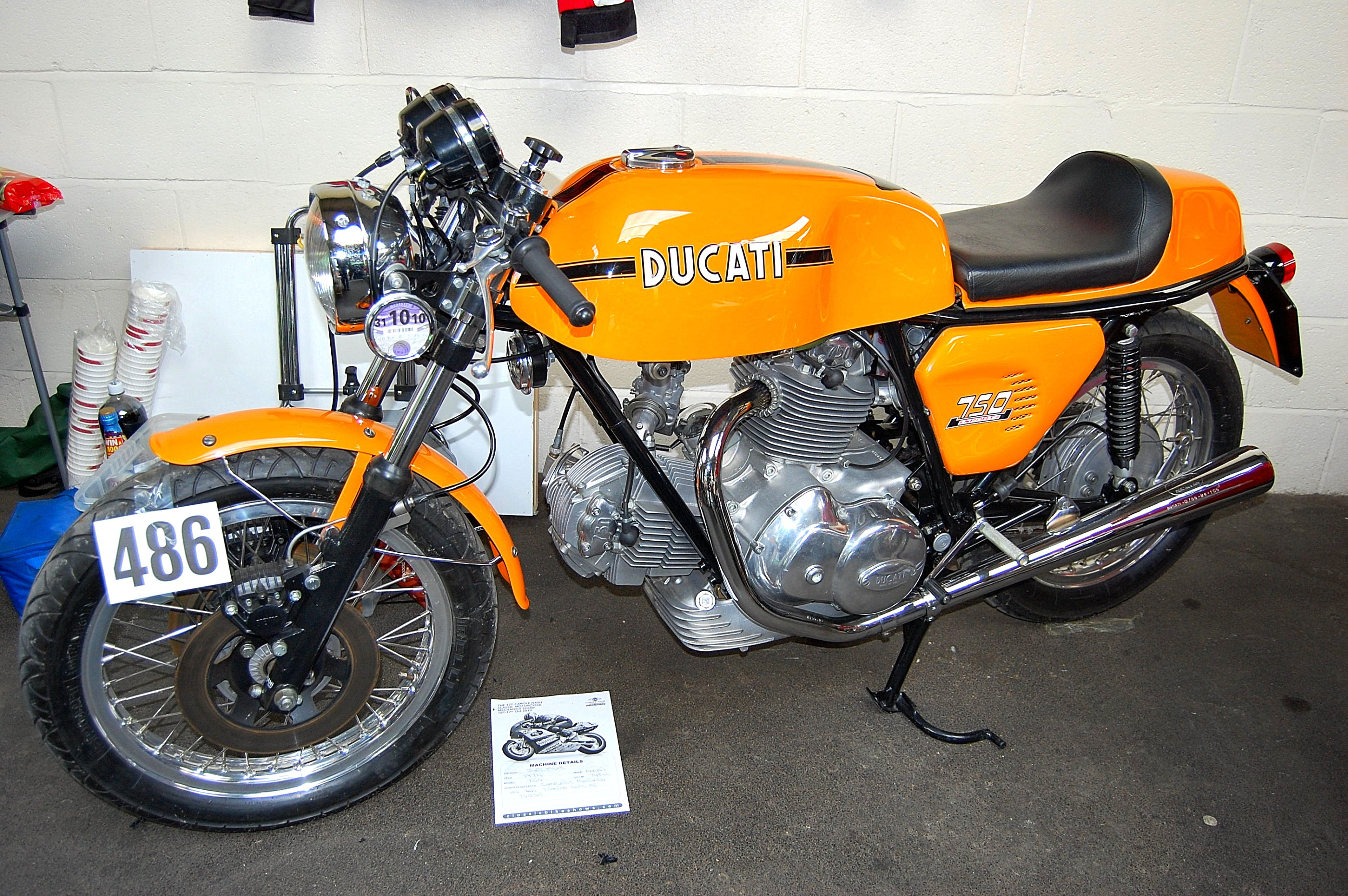
Una 750 Sport 2ª serie "Unificata" del 1973

Quasi contemporaneamente all'unificazione della grafica con i modelli monocilindrici sportivi della Casa, la "750 Sport" eliminò la semicarena e adottò forcelle appositamente studiate dalla Ceriani, il telaio ulteriormente irrigidito al retrotreno e il freno anteriore della Brembo, sempre affiancato da un secondo disco a richiesta. Contrariamente all'usanza dell'epoca i fianchetti non contengono alcun repositorio per gli attrezzi, ma hanno una mera funzione estetica. La borsa dei ferri è invece sistemata nel vano ricavato nel codino, dotato di serratura, al quale si accede sollevando l'imbottitura della sella.
Nei test della "750 Sport" effettuati dalla stampa di settore, italiana ed estera, i pareri sono unanimi nel valutare la meccanica e la ciclistica di ottima qualità, mentre piuttosto negative sono le critiche alle finiture e alla componentistica. In effetti la scelta dei comandi, della strumentazione, degli apparati di illuminazione e di altri accessori sono improntate alla funzionalità e all'economia, seguendo la spartana "filosofia ducatista" dell'epoca, improntata all'uso sportivo, secondo la quale "tutto quello che non è motore o telaio è un optional superfluo".
Esaurito l'originario compito come "moto di transizione", dopo che furono realizzati solamente 2 360, la "750 Sport" uscì di produzione proprio quando, a colpi di piccole evoluzioni, aveva raggiunto un perfetto equilibrio cui sarebbe bastata l'aggiunta dell'avviamento elettrico per essere appetita da una clientela meno specialistica, ma ben più ampia.

## Caratteristiche tecniche
| Dimensioni e pesi                                                                                                  | Dimensioni e pesi | Dimensioni e pesi | Dimensioni e pesi | Dimensioni e pesi | Dimensioni e pesi |
| --- | --- | --- | --- | --- | --- |
| Ingombri (lungh.×largh.×alt.)                                                                                      | 2250 × 670 × 1070 mm | 2250 × 670 × 1070 mm | 2250 × 670 × 1070 mm | 2250 × 670 × 1070 mm | 2250 × 670 × 1070 mm |
| Altezze | Sella: 840 mm - Minima da terra: 180 mm                                                                                          | Sella: 840 mm - Minima da terra: 180 mm                                                                                          | Sella: 840 mm - Minima da terra: 180 mm                                                                                          | Sella: 840 mm - Minima da terra: 180 mm                                                                                          | Sella: 840 mm - Minima da terra: 180 mm                                                                                          |
| Interasse: 1530 mm                                                                                                 | Interasse: 1530 mm | Massa a vuoto: 186 kg | Massa a vuoto: 186 kg | Serbatoio: 17 litri di cui 2 di riserva                                                                                          | Serbatoio: 17 litri di cui 2 di riserva                                                                                          |
| Meccanica | | | | | |
| Tipo motore: Bicilindrico a V longitudinale di 90° 4T                                                              | Tipo motore: Bicilindrico a V longitudinale di 90° 4T                                                                            | Tipo motore: Bicilindrico a V longitudinale di 90° 4T                                                                            | Tipo motore: Bicilindrico a V longitudinale di 90° 4T                                                                            | Raffreddamento: ad aria | Raffreddamento: ad aria |
| Cilindrata | 748 cm³ (Alesaggio 80 × Corsa 74,4 mm)                                                                                           | 748 cm³ (Alesaggio 80 × Corsa 74,4 mm)                                                                                           | 748 cm³ (Alesaggio 80 × Corsa 74,4 mm)                                                                                           | 748 cm³ (Alesaggio 80 × Corsa 74,4 mm)                                                                                           | 748 cm³ (Alesaggio 80 × Corsa 74,4 mm)                                                                                           |
| Distribuzione: monoalbero in testa con comando ad alberini e coppie coniche elicoidali, 2 valvole inclinate di 80° | Distribuzione: monoalbero in testa con comando ad alberini e coppie coniche elicoidali, 2 valvole inclinate di 80°               | Distribuzione: monoalbero in testa con comando ad alberini e coppie coniche elicoidali, 2 valvole inclinate di 80°               | Alimentazione: 2 Carburatori Dell'orto PHF 32 con pompa di ripresa                                                               | Alimentazione: 2 Carburatori Dell'orto PHF 32 con pompa di ripresa                                                               | Alimentazione: 2 Carburatori Dell'orto PHF 32 con pompa di ripresa                                                               |
| Potenza: 64 CV a 9000 giri                                                                                         | Potenza: 64 CV a 9000 giri | Coppia: | Coppia: | Rapporto di compressione: 9:1 | Rapporto di compressione: 9:1 |
| Frizione: Dischi multipli in bagno d'olio                                                                          | Frizione: Dischi multipli in bagno d'olio                                                                                        | Frizione: Dischi multipli in bagno d'olio                                                                                        | Cambio: sequenziale a 5 marce (sempre in presa)                                                                                  | Cambio: sequenziale a 5 marce (sempre in presa)                                                                                  | Cambio: sequenziale a 5 marce (sempre in presa)                                                                                  |
| Accensione | spinterogeno | spinterogeno | spinterogeno | spinterogeno | spinterogeno |
| Trasmissione | primaria a ingranaggi elicoidali, secondaria a catena                                                                            | primaria a ingranaggi elicoidali, secondaria a catena                                                                            | primaria a ingranaggi elicoidali, secondaria a catena                                                                            | primaria a ingranaggi elicoidali, secondaria a catena                                                                            | primaria a ingranaggi elicoidali, secondaria a catena                                                                            |
| Avviamento | a pedale, dal 1972 elettrico | a pedale, dal 1972 elettrico | a pedale, dal 1972 elettrico | a pedale, dal 1972 elettrico | a pedale, dal 1972 elettrico |
| Ciclistica | | | | | |
| Telaio | Tubolare a doppia culla aperta                                                                                                   | Tubolare a doppia culla aperta                                                                                                   | Tubolare a doppia culla aperta                                                                                                   | Tubolare a doppia culla aperta                                                                                                   | Tubolare a doppia culla aperta                                                                                                   |
| Sospensioni | Anteriore: Forcella teleidraulica Marzocchi con steli da 38 mm / Posteriore: Forcellone oscillante con ammortizzatori regolabili | Anteriore: Forcella teleidraulica Marzocchi con steli da 38 mm / Posteriore: Forcellone oscillante con ammortizzatori regolabili | Anteriore: Forcella teleidraulica Marzocchi con steli da 38 mm / Posteriore: Forcellone oscillante con ammortizzatori regolabili | Anteriore: Forcella teleidraulica Marzocchi con steli da 38 mm / Posteriore: Forcellone oscillante con ammortizzatori regolabili | Anteriore: Forcella teleidraulica Marzocchi con steli da 38 mm / Posteriore: Forcellone oscillante con ammortizzatori regolabili |
| Freni | Anteriore: a disco singolo Ducati da 280 mm con pinze Lockheed-Scarab / Posteriore: a tamburo centrale a camma singola da 210 mm | Anteriore: a disco singolo Ducati da 280 mm con pinze Lockheed-Scarab / Posteriore: a tamburo centrale a camma singola da 210 mm | Anteriore: a disco singolo Ducati da 280 mm con pinze Lockheed-Scarab / Posteriore: a tamburo centrale a camma singola da 210 mm | Anteriore: a disco singolo Ducati da 280 mm con pinze Lockheed-Scarab / Posteriore: a tamburo centrale a camma singola da 210 mm | Anteriore: a disco singolo Ducati da 280 mm con pinze Lockheed-Scarab / Posteriore: a tamburo centrale a camma singola da 210 mm |
| Pneumatici | anteriore 3,50 x 19; posteriore 4,00 x 18                                                                                        | anteriore 3,50 x 19; posteriore 4,00 x 18                                                                                        | anteriore 3,50 x 19; posteriore 4,00 x 18                                                                                        | anteriore 3,50 x 19; posteriore 4,00 x 18                                                                                        | anteriore 3,50 x 19; posteriore 4,00 x 18                                                                                        |
| Prestazioni dichiarate                                                                                             | | | | | |
| Velocità massima                                                                                                   | 200 km/h | 200 km/h | 200 km/h | 200 km/h | 200 km/h |
| Altro | | | | | |
| Cerchi | a raggi Borrani in lega leggera                                                                                                  | a raggi Borrani in lega leggera                                                                                                  | a raggi Borrani in lega leggera                                                                                                  | a raggi Borrani in lega leggera                                                                                                  | a raggi Borrani in lega leggera                                                                                                  |
| Fonte dei dati: Motociclismo Moto d'Epoca, 1991                                                                    | | | | | |